# Hypothecla tegea
Hypothecla tegea är en fjärilsart som beskrevs av Hans Fruhstorfer 1912. Hypothecla tegea ingår i släktet Hypothecla och familjen juvelvingar. Inga underarter finns listade i Catalogue of Life.